# Bonnetina
Genre
Bonnetina est un genre d'araignées mygalomorphes de la famille des Theraphosidae.

## Distribution
Les espèces de ce genre sont endémiques du Mexique.

## Liste des espèces
Selon World Spider Catalog (version 20.5, 17/09/2019) :
- Bonnetina alagoni Locht & Medina, 2008
- Bonnetina aviae Estrada-Alvarez & Locht, 2011
- Bonnetina cyaneifemur Vol, 2000
- Bonnetina flammigera Ortiz & Francke, 2017
- Bonnetina hijmenseni Ortiz & Francke, 2017
- Bonnetina hobbit Ortiz & Francke, 2017
- Bonnetina julesvernei Ortiz & Francke, 2017
- Bonnetina malinalli Ortiz & Francke, 2017
- Bonnetina megagyna Ortiz & Francke, 2017
- Bonnetina minax Ortiz & Francke, 2017
- Bonnetina papalutlensis Mendoza, 2012
- Bonnetina tanzeri Schmidt, 2012
- Bonnetina tenuiverpis Ortiz & Francke, 2015
- Bonnetina tindoo Ortiz & Francke, 2017
- Bonnetina unam Ortiz & Francke, 2017
- Bonnetina vittata Ortiz & Francke, 2017

## Publication originale
- Vol, 2000 : Description de Bonnetina cyaneifemur, gen. n. & sp. n. (Araneae, Theraphosidae, Theraphosinae) du Mexique. Arachnides, no 44, p. 2-9.